# Verkehrsunterricht

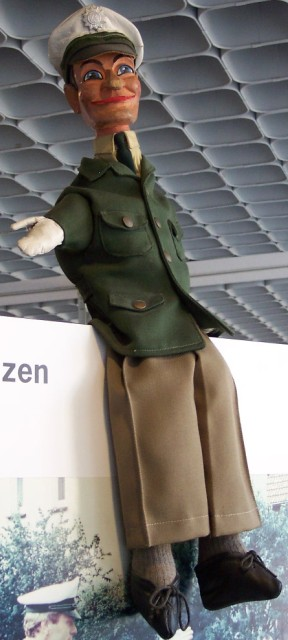
Polizeikasper zur Verkehrserziehung von Kindern

Verkehrsunterricht, in der Schweiz auch Verkehrsinstruktion genannt, dient der Vermittlung von Verkehrsregeln, einem angemessenen Verkehrsverhalten und damit der Förderung der Verkehrssicherheit. Er hat zwei Bedeutungen:
- Unterricht von Kindern an Schulen und Kindergärten durch Polizeibeamte (z. B. mit einer Verkehrspuppenbühne)
- Unterricht als hoheitliche Maßnahme nach § 48 Straßenverkehrs-Ordnung (StVO)

## Der Verkehrsunterricht an Schulen
Mit der KMK-Empfehlung vom 7. Juli 1972 wurde das Fach Verkehrskunde in der Bundesrepublik Deutschland zu einem fächerübergreifenden Lehr- und Lernbereich Verkehrserziehung umgewandelt und nach und nach in den Lehrplänen der Bundesländer als verpflichtender Aufgabenbereich verankert. Seine Durchführung wurde den Schulen überantwortet, wobei Beamte der Verkehrspolizei mit den Lehrern bis heute eng zusammenarbeiten.
Im Polizeidienst der Schweiz führt eine einjährige Spezialausbildung in der Verkehrskunde mit Kursen in Verkehrsdidaktik zum sogenannten „Verkehrsinstruktor“, der bei der Verbesserung der Verkehrssicherheit u. a. in Kindergärten, Schulen, bei Elternabenden und Seniorentreffen zum Einsatz kommt. Er plant und realisiert Aktionen und Kampagnen, etwa bei der Schulung von Fahranfängern, von Lotsendiensten oder bei der Beratung von Behörden und unterstützt die Lehrer bei der Verkehrserziehung. Je nach Größe der jeweiligen Polizeikorps können diese Aufgaben vollamtlich oder auch nur im Nebenamt der Verkehrspolizei übertragen werden.

## Verkehrsunterricht als verkehrspädagogisches Angebot
Verkehrsteilnehmern, die nach Ansicht der Straßenverkehrsbehörde nachgeschult werden müssen, kann auf Anordnung der Behörde ein durch die Verkehrspolizei erteilter Verkehrsunterricht auferlegt werden. Der Vorschlag hierfür geht zumeist von der Polizei aus, wobei es jeweils einen konkreten Anlass geben muss (schwerwiegende Verstöße oder mangelnde Kenntnis der Verkehrsregeln).
Rechtliche Grundlage ist § 48 StVO sowie die dazugehörige Verwaltungsvorschrift zur Straßenverkehrs-Ordnung (VwV-StVO).
Die Schulung wird meist in Gruppen sowie in Form des Frontalunterrichts durchgeführt. Es ist aber auch eine Einzelbeschulung möglich. Die Teilnahme ist Pflicht, das Fernbleiben ist gemäß § 49 Abs. 4 Nr. 6 StVO mit Bußgeld in Höhe von 30 EUR bewehrt (Tatbestandsnummer 148000: „Sie folgten einer Vorladung zum Verkehrsunterricht nicht.“).

## Struktur der Vorschrift
§ 48 StVO formuliert eine Pflichtaufgabe für die Straßenverkehrsbehörden, den Verkehrsunterricht in ihrem Zuständigkeitsbereich einzurichten:
Wer Verkehrsvorschriften nicht beachtet, ist auf Vorladung der Straßenverkehrsbehörde oder der von ihr beauftragten Beamten verpflichtet, an einem Unterricht über das Verhalten im Straßenverkehr teilzunehmen.
Bereits der Verordnungsgeber von 1970 stellte fest, dass die Meinungen über die Zweckmäßigkeit des Verkehrsunterrichts geteilt seien, äußert sich aber eindeutig zu dessen Sinnhaftigkeit, indem der Bundesminister für Verkehr unmissverständlich feststellte: „Der bloße Umstand, dass (noch) nicht überall geeignetes Personal in ausreichender Stärke zur Verfügung steht, rechtfertigt nicht, eine Einrichtung aufzugeben, die bei vernünftiger Anwendung ein gutes Mittel zu unfallverhütender Aufklärung der Bevölkerung ist.“
Auch die VwV-StVO zu § 48 unter I. geht davon aus, dass die Einrichtung des Verkehrsunterrichts eine Pflichtaufgabe der Straßenverkehrsbehörde ist, wenn sie formuliert: „Zum Verkehrsunterricht sind auch Jugendliche von 14 Jahren an, Halter sowie Aufsichtspersonen in Betrieben und Unternehmen heranzuziehen, wenn sie ihre Pflichten nicht erfüllt haben“. Dies bedeutet, dass die Heranziehungspflicht insbesondere für die Verhaltenssünder gilt.

## Die Voraussetzung: Nichtbeachten von Verkehrsvorschriften
Die Vorschrift über den Verkehrsunterricht ist für Regelverletzer im Straßenverkehr geschaffen worden.
Als Voraussetzung für eine Anordnung und Vorladung zum Verkehrsunterricht fordert der § 48 StVO lediglich die Tatsache, dass von der vorzuladenden Person die Verkehrsvorschriften nicht beachtet wurden. Nichtbeachten meint das Zuwiderhandeln gegen Straßenverkehrssvorschriften, umfasst jedoch nicht ausschließlich Verstöße gegen mit Strafen bewehrte Vorschriften. In jedem Fall muss jedoch der Verkehrsverstoß nachweisbar sein.
Straßenverkehrsbehörden fordern von diesen Verkehrsteilnehmern aktuelle Auszüge aus dem Verkehrszentralregister.
Mit § 48 StVO wird ein weites Feld angesprochen, das grundsätzlich das gesamte Verkehrsrecht umfasst. Die amtliche Begründung zu § 48 StVO grenzt den Kreis der Verkehrsvorschriften, die den Anlass für den Verkehrsunterricht geben können, nicht ein, und auch die VwV-StVO zu § 48 erwähnt unter II. als materielle Grundlage für eine Vorladung lediglich die Tatsache, dass im Verkehr Fehler begangen worden sind.
Es werden Verhaltensfehler nach Schwere der Taten bzw. Tatfolgen bewertet, um dann zu entscheiden, bei welchen Taten ein Verkehrsunterricht erfolgversprechend sein kann und ob es gesetzliche Sanktionen gibt, bei denen ein Verkehrsunterricht nicht mehr ins Gewicht fallen würde.
Je schwerer jedoch das begangene Delikt die Verkehrssicherheit beeinträchtigt, desto eher sollten die Täter zum Verkehrsunterricht herangezogen werden.
Dies gilt nach Verkehrsstraftaten, die generell dazu geeignet sind, die Verkehrssicherheit stark zu beeinträchtigen. Gegenüber erwachsenen Tätern bestehen nach Strafrecht, Strafverfahrensrecht und Strafvollzugsrecht keine ausreichenden Möglichkeiten, neben strafrechtlichen Sanktionen mittels präventiver Maßnahmen für ein künftig verkehrsgerechtes Verhalten der Straftäter zu sorgen.
Haben Jugendliche oder Heranwachsende Verkehrsstraftaten begangen, können Jugendrichter den Tätern eine Erziehungsmaßregel in Form einer Weisung zur Teilnahme am Verkehrsunterricht erteilen. Die Rechtsgrundlage für diese Weisung findet sich in § 10 Abs. 1 Satz 3 Nr. 9 Jugendgerichtsgesetz (JGG). Nach § 11 Abs. 1 Satz 1 JGG bestimmt der Jugendrichter auch die Dauer der Weisung, die in der vollständigen Teilnahme am Verkehrsunterricht besteht.
Eine Anordnung zum Verkehrsunterricht gilt auch nach allen Ordnungswidrigkeiten, die dem Gewicht der Zuwiderhandlung folgend im BKat aufgeführt bzw. in den § 49 StVO, § 69a Straßenverkehrszulassungsordnung (StVZO), § 75 Fahrerlaubnis-Verordnung (FEV) erwähnt und nicht geringfügig sind. Das Mehrfachtäter-Punktesystem (§ 4 Straßenverkehrsgesetz (StVG), §§ 40 ff. FeV) und die damit verbundene Aufarbeitungspraxis durch Aufbauseminare und verkehrspsychologische Beratung sind zwar grundsätzlich geeignet, den in den begangenen Verkehrsverstößen sichtbaren Fahreignungsdefiziten wirksam zu begegnen, jedoch bietet ein von behördlicher Seite in professionellem Rahmen angebotener Verkehrsunterricht daneben einen weiteren Ansatzpunkt, auf ein zukünftig regelkonformes Verhalten im Straßenverkehr hinzuwirken.
Wie im Falle des Verkehrsstrafrechts gilt auch im Falle von Verkehrsordnungswidrigkeiten ein möglicher Sonderweg für Jugendliche und Heranwachsende. Werden für Jugendliche und Heranwachsende wegen Verletzungen von Verkehrsvorschriften Geldbußen festgesetzt und können diese von den Tätern nicht gezahlt werden, so kann der Jugendrichter nach § 98 Abs. 1 Satz 1 Nr. 3 OWiG gegenüber den Delinquenten unter anderem auch die Teilnahme am Verkehrsunterricht anordnen. In diesem Zusammenhang entscheidet der Jugendrichter über Art und Umfang des Verkehrsunterrichts.

## Entscheidung der Straßenverkehrsbehörde
Die Straßenverkehrsbehörde entscheidet über eine Anordnung des Verkehrsunterrichts. Es handelt sich um eine Ermessensentscheidung, die Anordnung des Verkehrsunterrichts darf nur zum Zwecke der Anhebung der Verkehrssicherheit erfolgen. Eine Vorladung durch die Straßenverkehrsbehörde verpflichtet zur Teilnahme.
Sie ist als Verwaltungsakt im Verwaltungsrechtsweg anfechtbar und kann über das Widerspruchsverfahren, Widerspruchsbescheid und Anfechtungsklage bis zum Verwaltungsgericht führen. 

## Adressaten des Verkehrsunterrichts
Bei Verkehrsteilnehmern mit einer hohen Anzahl von Verstößen gegen Vorschriften der StVO ist grundsätzlich zu prüfen, ob diese einem Verkehrsunterricht überhaupt zugänglich sein werden, also prinzipiell Einsicht in ihr jeweiliges Fehlverhalten zeigen werden.
Nach II. der VwV-StVO zu § 48 liegen im Regelfall bei den Adressaten folgende Defizite vor:
- unzureichende Kenntnisse der Verkehrsvorschriften,
- unzureichende Beherrschung der Verkehrsvorschriften,
- Nichterfassen der Bedeutung und Tragweite der Verkehrsvorschriften.

Grundsätzlich ist eine Vorladung zum Verkehrsunterricht nur dann rechtmäßig, wenn der Betroffene nachweisbar einer verkehrspädagogischen Belehrung über sein an den Tag gelegtes Fehlverhalten bedarf. Dieser Bedarf ist im Falle des Bestreitens durch den Vorgeladenen von der einladenden Verwaltungsbehörde im Einzelfall nachzuweisen, was allerdings anhand der zuvor dokumentierten Verkehrsdelikte unproblematisch sein dürfte.
Vorgeladen werden dürfen nicht nur Täter, die im fließenden Verkehr gehandelt haben, sondern darüber hinaus auch verantwortliche Personen, die ihrer einschlägigen Aufsichtspflicht nicht oder nicht in dem wünschenswerten Umfang nachgekommen sind. Damit sind auch Fahrzeughalter und deren beauftragte Personen (etwa Fuhrparkleiter) angesprochen, die ein verkehrswidriges Handeln zumindest geduldet haben. Die VwV-StVO zu § 48 spricht diesen Personenkreis unter I. in einem zu einengenden Kreis als Aufsichtspflichtige in Betrieben und Unternehmen an.
Verkehrsunterricht kann gegenüber allen Tätern angeordnet werden, die mindestens 14 Jahre oder älter sind. Die Vorladung zum Verkehrsunterricht muss auf die Möglichkeit zur Teilnahme eines Verkehrsteilnehmers Rücksicht nehmen (VwV-StVO zu § 48 unter V.). Eine Anordnung zu ungewöhnlichen Zeiten (etwa Sonntagvormittag) sollte daher vermieden werden und wäre unverhältnismäßig (entgegen VwV-StVO zu § 48 unter V.). Der Verkehrsunterricht am frühen Abend eines Werktages oder am Samstagvormittag ist in jedem Fall jedoch zumutbar.

## Zweck des Verkehrsunterrichts
Der Verkehrsunterricht sollte ausschließlich im Interesse einer Steigerung der Verkehrssicherheit angeordnet werden und ist weder als eine Buße noch als eine andere repressive Maßnahme nach dem Ordnungswidrigkeitenrecht anzusehen.
Der Zweck der Vorschrift wird nicht im Text des § 48 StVO, wohl aber in der VwV-StVO zu § 48 unter II. genannt. Über die Maßnahme der Belehrung einzelner Täter und Tätergruppen im Rahmen des Verkehrsunterrichts soll die Verkehrssicherheit insgesamt angehoben werden.

## Verkehrsunterricht in der Schweiz
Der Verkehrsunterricht in der Schweiz wird meistens im Zusammenhang mit einem Warnungsentzug des Führerausweises gegenüber Personen angeordnet, die gegen Verkehrsregeln wiederholt verstossen haben, welche mindestens eine Gefährdung als Folge hatte (Art. 40 Abs. 3 S. 1 Verkehrszulassungsverordnung).
Die Kursdauer beträgt acht Stunden und wird mit einer Verfügung dem Betroffenen mitgeteilt. Bei mehrfachen unentschuldigten Fernbleiben kann die Fahreignung überprüft werden.

## Einzelbelege
1. ↑  Verkehrsinstruktor auf berufsberatung.ch.
2. ↑  Verkehrsunterricht - Kanton Luzern. Abgerufen am 14. Februar 2024.
3. ↑  Art. 40 VZV. Fedlex, abgerufen am 8. Mai 2024 (Schweizer Hochdeutsch).